# SIM培地
SIM培地（エスアイエムばいち、Sulfide-Indol-Motility medium）とは、腸内細菌の鑑別・確認に用いる半流動培地である。
この培地では、硫化水素(S)産生・インドール(I)産生・運動性(M)と、インドールピルビン酸(IPA)の産生が確認できる。

## 培地の組成
| 物質                   | 量     |
| 肉エキス               | 3.0g   |
| プロテオーゼペプトン   | 10.0g  |
| チオ硫酸ナトリウム     | 0.05g  |
| L-塩酸システイン       | 0.2g   |
| ポリペプトン           | 20.0g  |
| クエン酸鉄アンモニウム | 0.5g   |
| 寒天末                 | 5.0g   |
| 水                     | 1000ml |
| ---------------------- | ------ |

PH=7.4になるように調整する。
上記を加温溶解後、試験管に分注し、綿栓などの通気性のあるもので栓をしオートクレーブで滅菌して用いる。

## 特徴
- 本培地は半流動性を持つ培地である。
- 本培地には、システインとチオ硫酸ナトリウムが含まれており、これらがSalmonella属、Citrobacter属、Proteus属などの細菌によって分解されることにより硫化水素が発生し、培地内のクエン酸鉄アンモニウムの鉄イオンと反応して黒色の硫化鉄を生じる。培地が黒色化した場合硫化水素陽性とする。[1]
- IPA反応は、ペプトンの中に含まれるトリプトファンの脱アミノ反応で産生されるインドールピルビン酸と、鉄イオンとの反応で確認される。培地の表層部に褐色帯が認められた場合をIPA陽性とする。
- 運動性は、穿刺した部分から放射状に菌が発育しているかどうかで確認する。穿刺した部分のみの発育の場合陰性、穿刺した部分以上に白濁している場合を陽性とする。
- ペプトンの中に含まれるトリプトファンがトリプトファナーゼにより分解されピルビン酸とインドールが出来る。インドールは酸性条件下でパラジメチルベンツアルデヒドと反応し赤色の発色を呈する。この発色を見る為にエールリッヒのアルデヒド試薬や、コバックのアルデヒド試薬を用いる。（なお、このテストは上記の確認が済んだ後に行わなければならない。）[1]

## 培養の方法
- 培地は、半流動高層培地を用いる。
- 培地は使用する前に、無菌試験等を行ない問題の無い物を用いる。
- 検査を行なう独立コロニーから菌を採取し培地に穿刺する。
- 平板培地を好気条件下において、35℃で24-48時間培養する。[1]

## 主な菌の発育の性状
| 菌名                | 硫化水素産生 | IPA産生 | 運動性 | インドール |
| Escherichia coli    | -            | -       | +      | +          |
| Proteus mirabilis   | +            | +       | +      | -          |
| Shigella sonnei     | -            | -       | -      | -          |
| Salmonella enterica | +            | -       | +      | -          |
| ------------------- | ------------ | ------- | ------ | ---------- |

## アルデヒド試薬

### エールリッヒ法
| 薬品名                             | 分量   |
| パラジメチルアミノベンツアルデヒド | 2.0g   |
| 濃塩酸                             | 40ml   |
| エタノール                         | 190ｍl |
| ---------------------------------- | ------ |

- ペプトン水で48時間培養したものにエーテル1mlを加え十分に振る。その後静置してエーテル層と培地表面が分離したら、上記試薬を0.5ml管壁を伝わせながらゆっくり注ぐ。
- インドールがあると、エーテル層と培地表面の境界に真紅の環が形成される。インドールが無い場合、発色は見られない。

### コバック法
| 薬品名                                     | 分量   |
| パラジメチルアミノベンツアルデヒド         | 10.0g  |
| 濃塩酸(純)                                 | 50ml   |
| アミルアルコール又は、イソアミルアルコール | 150ｍl |
| ------------------------------------------ | ------ |

- アルデヒドをアルコールに溶かした後、塩酸を徐々にくわえて作成する。使用しない時は冷暗所に保存する。
- SIM培地又はペプトン水で37℃2-5日培養したものに、上記コバック試薬を1/5-1/10量加えて混和した後静置する。
- 陽性ならば、アルコール層（上部)が真紅になる。陰性の場合は褐色又は黄色のままである。